# Éva Riffet
Éva Riffet (París, 5 de diciembre de 1974) es una deportista francesa que compitió en natación sincronizada. Ganó dos medallas de plata en el Campeonato Europeo de Natación, en los años 1993 y 1997.

## Palmarés internacional
| Campeonato Europeo | Campeonato Europeo      | Campeonato Europeo | Campeonato Europeo |
| Año                | Lugar                   | Medalla            | Prueba             |
| ------------------ | ----------------------- | ------------------ | ------------------ |
| 1993               | Sheffield (Reino Unido) | Medalla de plata   | Equipo             |
| 1997               | Sevilla (España)        | Medalla de plata   | Equipo             |